# مسجد السادا
مسجد السادا (انگلیسی: Al Sada Mosque)نام یک مسجد است که در شهر جیبوتی در کشور جیبوتی واقع شده است. مسجد السادا ظرفیت ۱٬۵۰۰ نمازگزار را دارا می‌باشد.